# 10114 Ґрейфсволд
10114 Ґрейфсволд (10114 Greifswald) — астероїд головного поясу, відкритий 4 вересня 1992 року.
Тіссеранів параметр щодо Юпітера — 3,294.